# Sergestes
Sergestes är ett släkte av kräftdjur som beskrevs av H. Milne Edwards 1830. Sergestes ingår i familjen Sergestidae.

## Bildgalleri

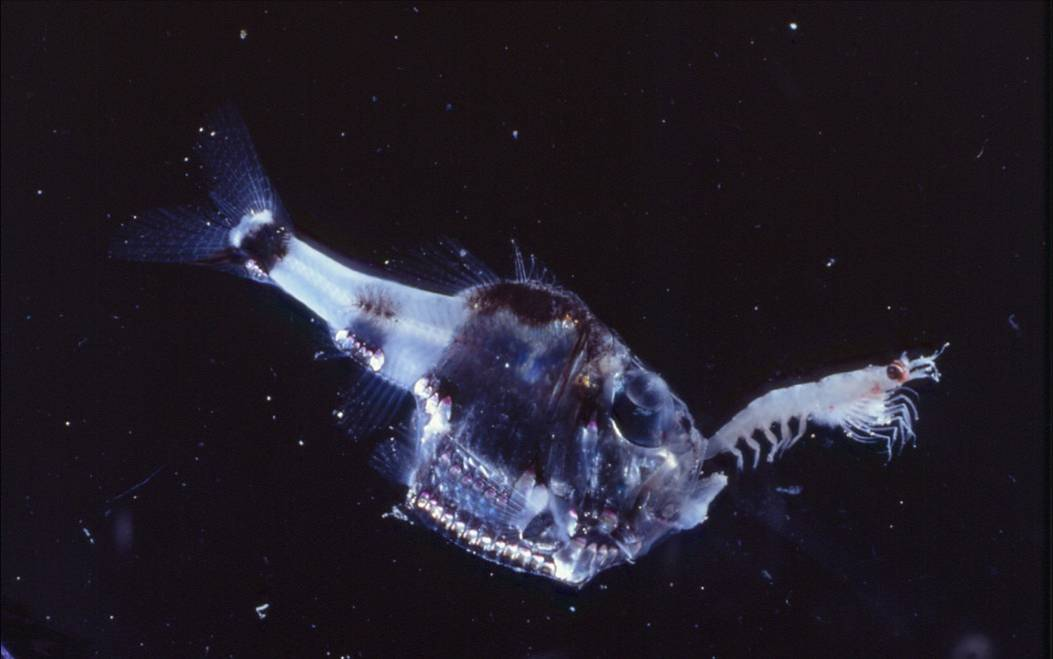

## Dottertaxa tillSergestes, i alfabetisk ordning[1][2]
- Sergestes arachnipodus
- Sergestes arcticus
- Sergestes armatus
- Sergestes atlanticus
- Sergestes brevispinatus
- Sergestes coalitus
- Sergestes consobrinus
- Sergestes cornutus
- Sergestes curvatus
- Sergestes diapontius
- Sergestes disjunctus
- Sergestes edwardsii
- Sergestes erectus
- Sergestes extensus
- Sergestes geminus
- Sergestes gibbolobatus
- Sergestes halia
- Sergestes hamifer
- Sergestes henseni
- Sergestes incertus
- Sergestes index
- Sergestes nipponensis
- Sergestes nudus
- Sergestes orientalis
- Sergestes paraseminudus
- Sergestes pectinatus
- Sergestes pediformis
- Sergestes pestafer
- Sergestes rubroguttatus
- Sergestes sargassi
- Sergestes seminudus
- Sergestes semissis
- Sergestes similis
- Sergestes stimulator
- Sergestes tantillus
- Sergestes verpus
- Sergestes vigilax